# Istanbulski protokol
Priručnik za delotvornu istragu i dokumentovanje torture i drugog svirepog, nečovečnog ili ponižavajućeg postupanja ili kažnjavanja, poznatiji kao Istanbulski protokol je međunarodni dokument neobavezujućeg karaktera namenjen istrazi i dokumentovanju slučajeva torture. Postao je zvaničan dokument Ujedinjenih nacija 1999. godine, kada ga je Kancelarija Visokog komesarijata UN za ljudska prava objavila na šest zvaničnih jezika Organizacije.
Nastao je kao plod trogodišnjeg rada šire grupe stručnjaka, organizacija i institucija iz oblasti prava, medicine i ljudskih prava.
Priručnik je zamišljen kao međunarodni vodič za procenu osoba koje tvrde da su bile podvrgnute torturi ili zlostavljanju, kao i za istraživanje slučajeva navodne torture i podnošenja dokaza pravosudnim organima ili drugim istražnim telima. Iako je neobavezujućeg karaktera, priručnik predlaže minimalne, ali međunarodmo prepoznate standarde koje bi države trebalo da usvoje kako bi se obezbedilo efikasno dokumentovanje torture i kako bi prikupljena dokumentacija bila validna na sudskom procesu. Kao takav, dokument može biti vrlo koristan za lekare, pravnike i psihologe prilikom istraživanja da li je došlo do torture u pojedinim sučajevima. 
Ujedinjene nacije podstiču države da se rukovode Istanbulskim protokolom kao efikasnim instrumentom za borbu protiv torture.